# مایگازا
مایگازا (به لاتین: Maygaza) یک منطقهٔ مسکونی در روسیه است که در باشقیرستان واقع شده‌است.